# Krotoa
"!Oroǀõas" ("Garota da Ala"), escrito em holandês como Krotoa, ou sob o nome cristão de Eva,(c. 1643 - 29 de julho de 1674), foi uma tradutora que trabalhava para os funcionários da Vereenigde Oostindische Compangie (VOC) durante a fundação da Colônia do Cabo. Ela é apontada como uma das biografias de mulheres melhores documentadas na história da África do Sul, com seu nome aparecendo nos registros da United East India Company (VOC) desde 1652. Ela é a primeira mulher que fala Khoi a aparecer pelo nome nos primeiros registros europeus do assentamento da Cidade do Cabo. O nome "Krotoa" provavelmente não era um nome, mas uma grafia holandesa da designação "!Oroǀõas", referindo-se ao fato de ter sido colocada sob tutela, seja de seu tio Autshumato, ou de Jan van Riebeeck e Maria de la Quellerie. Seu nome de nascimento real é desconhecido.

## Biografia
"Krotoa" nasceu em 1643 como membro de uma tribo Khoikhoi (Strandlopers), e sobrinha de Autshumao, um líder e comerciante Khoe. Aos doze anos, ela foi levada para trabalhar na casa de Jan van Riebeeck, o primeiro governador da colônia do Cabo. Quando adolescente, ela aprendeu holandês e português e, como seu tio, trabalhou como intérprete para os holandeses que queriam trocar mercadorias por gado. "!Oroǀõas" recebia mercadorias como tabaco, conhaque, pão, miçangas, cobre e ferro por seus serviços. Em troca, quando ela visitava sua família, seus mestres holandeses esperavam que ela voltasse com gado, cavalos, pérolas, âmbar, presas e peles. Ao contrário do tio, no entanto, "!Oroǀõas" conseguiu obter uma posição mais alta na hierarquia holandesa, pois também atuou como agente comercial, embaixadora de um chefe de alto escalão e negociadora de paz em tempos de guerra. Sua história exemplifica a dependência inicial dos recém-chegados holandeses aos nativos, que foram capazes de fornecer informações razoavelmente confiáveis sobre os habitantes locais.
A chegada inicial dos holandeses em abril de 1652 não foi vista como negativa. Muitos Khoi viam sua chegada como uma oportunidade de ganho pessoal como intermediários no comércio de gado; outros os viam como aliados em potencial contra inimigos preexistentes. No auge de sua carreira como intérprete, "Krotoa" acreditava que a presença holandesa poderia trazer benefícios para os dois lados.
Existem vários relatos de como "Krotoa" veio a atuar sob a casa de Jan Van Riebeeck. Um relato pinta a história de como os holandeses seqüestraram a criança com força para ser uma "!Oroǀõas", embora nenhuma evidência concreta confirme esse relato. Ela foi acolhida como companheira e serva da esposa e dos filhos de Riebeeck. No entanto, muitos autores e historiadores especulam que ela provavelmente viveu em um espaço incestuoso, com base no carinho que Van Riebeek demonstrou por ela em seus diários. Evidências circunstanciais apóiam a teoria de que, no momento da chegada dos holandeses, a menina estava morando com seu tio Autshumato (também conhecido como Harry pelos holandeses), o destino e as fortunas de Krotoa estavam intimamente alinhados com os de seu tio Autshumato e com seu clã conhecido como "!Uriǁ'aeǀona". Acredita-se que os "ǃUriǁ'aeǀona" fossem sedentários e caçadores-pastoress, sendo um dos primeiros clãs a se familiarizar com o povo holandês. Antes da chegada dos holandeses, Autshumato atuava como agente postal na passagem de navios de vários países. Se a teoria de Como "!Oroǀõas" inicial com seu tio é verdade, então seu serviço inicial ao VOC pode não ter sido uma transição tão violenta quanto se imaginava.
Acredita-se que o nascimento do primeiro bebê do capelão / curandeiro Willem Barentssen Wijlant e sua esposa, juntamente com a rápida disseminação de uma doença virulenta no assentamento, desencadeou as negociações iniciais para obter serviços de uma garota local. Como a Autshumato tinha uma longa história de trabalho para os europeus, acredita-se que o VOC tenha recorrido à Autshumato para negociações. É bem possível que Autshumato tenha oferecido sua sobrinha por servidão, a fim de melhorar sua posição com o VOC.
Em 3 de maio de 1662, ela foi batizada pelo ministro Petrus Sibelius, na igreja dentro do Fort de Goede Hoop (Que antecedeu o Castelo da Boa Esperança). As testemunhas foram Roelof de Man e Pieter van der Stael. Em 26 de abril de 1664, casou-se com um cirurgião dinamarquês chamado Peter Havgard, a quem os holandeses chamavam Pieter van Meerhof. Ela passou a ser conhecida como Eva van Meerhof. Ela foi a primeira Khoikoi a se casar de acordo com os costumes cristãos. Houve uma festa na casa de Zacharias Wagenaer . Em maio de 1665, partiram de Cidade do Cabo e foram para a Ilha Robben, onde van Meerhof foi nomeado superintendente. A família retornou brevemente ao continente em 1666, após o nascimento do terceiro filho de Eva, a fim de batizar o bebê. Van Meerhof foi assassinado em Madagascar em 27 de fevereiro de 1668 em uma expedição. Após a morte de seu marido Pieter Van Meerhof, veio a nomeação de um novo governador Zacharias Wagenaer. Ao contrário do governador antes dele, ele mantinha opiniões extremamente negativas em relação ao povo Khoe e, como naquele momento o assentamento holandês era seguro, ele não encontrou mais a necessidade de Eva como tradutora.
Ela voltou ao continente em 30 de setembro de 1668 com seus três filhos. Sofrendo de alcoolismo, ela deixou o castelo no assentamento para ficar com sua família nos kraals (vilas). Em fevereiro de 1669, ela foi presa injustamente por comportamento imoral no castelo e depois banida para a Ilha Robben. Provavelmente, o resultado das rigorosas leis anti-álcool que o VOC aprovou para governar a população local após a introdução de bebidas europeias com maior teor alcoolico. Uma das sobrinhas de Van Riebeeck, Elizabeth Van Opdorp, adotou os filhos de Krotoa depois que ela foi banida. Ela voltou ao continente em muitas ocasiões apenas para se ver novamente banida para a Ilha Robben. Em maio de 1673, ela foi autorizada a batizar uma criança no continente. Três de seus filhos sobreviveram. Ela morreu em 29 de julho de 1674 no Cabo e foi enterrada em 30 de setembro de 1674 no Castelo do Forte. No entanto, cerca de cem anos depois, seus ossos foram removidos para um túmulo não marcado.
Pieternella e Salamon, os dois filhos mais novos de Eva de seu casamento com van Meerhof, foram levados para as Ilhas Maurício em 1677. Pieternella, que era conhecida como Pieternella Meerhof ou Pieternella van die Kaap, mais tarde se casou com Daniel Zaaijman, um produtor de vegetais de VOC de Vlissingen. Eles tiveram quatro filhos e quatro filhas, um dos quais foi chamado Eva, e a família voltou para o Cabo em 1706. Sua neta, Engela Catharina Zaaijman, casou-se com Abraham Peltzer, filho de Abraham Peltzer, um soldado de VOC de Hamburgo, Alemanha e Elizabeth van den Berg.